# يلينا كارلوشا
يلينا كارليوشا توشيتش (الصربية السيريلية:Јелена Карлеуша، من مواليد 17 أغسطس 1978) مغنية وشخصية تلفزيونية وناشطة صربية. تعتبر أيقونة موسيقى البوب وأحد الشخصيات البارزة في صناعة الموسيقى الإقليمية ، وقد حصلت على تقدير وتأثير كبير بفضل عملها الاستفزازي ووجهات النظر الصريحة ، التي غالباً ما تحظى باهتمام إعلامي كبير وكانت مصدرًا دائمًا للجدل.
منذ عام 2015 ، ظهرت كارليوشا كحكم ومعلم في برنامج تلفزيوني المواهب الواقع ، زفيزدي غراندا. وهي أيضًا أكثر نساء غرب البلقان متابعةً على وسائل التواصل الاجتماعي ، بما في ذلك مليوني متابع على إنستغرام، وهي أيقونة معترف بها.

## نشأتها
ولدت يلينا كارليوشا في 17 أغسطس 1978 في بلغراد ، جمهورية صربيا الاشتراكية ونشأت في  فونتانا في حي بلغراد الجديدة. كانت والدتها ديفنا كارليوشا (25 يناير 1958 - 3 مارس 2019) ، مضيفة في راديو بلغراد ، بينما كان والدها دراغان (1 يناير 1947) نقيبًا متقاعدًا وزارة الشؤون الداخلية وزارة الشؤون الداخلية الصربية ، التي قادت التحقيق في مذبحة جرائم الحرب في حرب كوسوفو لعام 1999 وشاركت في عملية سبليا في عام 2003 .

## مسيرتها
بدأت كارليوشا في البداية في شهرة مغنية تربو شعبية في منتصف التسعينات واكتسبت شعبية مع ألبومها الأول عام 1995 "Ogledalce" ، حيث باعت أكثر من 100.000 نسخة في يوغوسلافيا. في وقت لاحق ، أصدرت خمسة سجلات أخرى من النوع المماثل ، ولكن مع تقدم حياتها المهنية حاولت أن يُنظر إليها على أنها مؤدية لموسيقى البوب على وجه الحصر. في عام 2002 تعاونت مع العلامة اليونانية Heaven Music وكاتب الأغاني Phoebus في ألبومها السابع بعنوان "For Your Eyes Only".

## روابط خارجية
- يلينا كارلوشا على موقع IMDb (الإنجليزية)
- يلينا كارلوشا على موقع ميوزك برينز (الإنجليزية)
- يلينا كارلوشا على موقع أول ميوزيك (الإنجليزية)
- يلينا كارلوشا على موقع ديسكوغز (الإنجليزية)

- Official website
- Jelena Karleuša on إنستغرام